# Sofie Blichert-Toft
Sofie Blichert-Toft (født 31. marts 1994 i Skive) er en dansk håndboldspiller, der spiller for Skanderborg Håndbold. Hun kom til klubben i 2018 efter tidligere at have spillet i Team Esbjerg, Ringkøbing Håndbold og Team Tvis Holstebro.
Hun studerer jura på Aarhus Universitet.